# Ròtova
Ròtova (em valenciano e oficialmente) ou Rótova (em castelhano) é um município da Espanha na província de Valência, Comunidade Valenciana. Tem 7,5 km² de área e em 2021 tinha 1 271 habitantes (densidade: 169,5 hab./km²).

## Demografia
| Variação demográfica do município entre 1991 e 2004 | Variação demográfica do município entre 1991 e 2004 | Variação demográfica do município entre 1991 e 2004 | Variação demográfica do município entre 1991 e 2004 |
| --------------------------------------------------- | --------------------------------------------------- | --------------------------------------------------- | --------------------------------------------------- |
| 1991                                                | 1996                                                | 2001                                                | 2004                                                |
| 1279                                                | 1345                                                | 1259                                                | 1277                                                |

## Monumentos principais
- Mosteiro de São Jerónimo de Cotalba (Século XIV ao XVIII).
- Rota dos Mosteiros de Valência